# Liste der Monuments historiques in Chantrans
Die Liste der Monuments historiques in Chantrans führt die Monuments historiques in der französischen Gemeinde Chantrans auf.

## Liste der Immobilien
| Bezeichnung            | Beschreibung             | Standort                   | Kennzeichnung | Schutzstatus | Datum | Bild |
| ---------------------- | ------------------------ | -------------------------- | ------------- | ------------ | ----- | ---- |
| Bauernhof „Le Château“ | bezeichnet 1597 und 1637 | 3–5 rue de l’Église (Lage) | PA25000002    | Inscrit      | 1996  |      |

## Liste der Objekte
| Bezeichnung                                   | Beschreibung                                                                                     | Standort                                     | Kennzeichnung | Schutzstatus | Datum | Bild |
| --------------------------------------------- | ------------------------------------------------------------------------------------------------ | -------------------------------------------- | ------------- | ------------ | ----- | ---- |
| Gemälde Mariä Himmelfahrt                     | Ölfarbe auf Leinwand, vergoldeter Holzrahmen, 17. Jahrhundert; nach Peter Paul Rubens            | in der Kirche Assomption-de-la-Vierge (Lage) | PM25000490    | Classé       | 1988  |      |
| Gemälde Grablegung                            | Ölfarbe auf Leinwand, vergoldeter Holzrahmen, 17. Jahrhundert; nach Federico Barocci             | in der Kirche Assomption-de-la-Vierge (Lage) | PM25000491    | Classé       | 1988  |      |
| Kanzel                                        | Holz, erste Hälfte des 18. Jahrhunderts                                                          | in der Kirche Assomption-de-la-Vierge (Lage) | PM25001551    | Classé       | 1989  |      |
| Sonnenmonstranz                               | Silber, vergoldet, gemarkt 1798, Goldschmied Antoine Nouveau                                     | in der Kirche Assomption-de-la-Vierge (Lage) | PM25001775    | Inscrit      | 2005  |      |
| Gemälde Martyrium des heiligen Petrus         | Ölfarbe auf Leinwand, vergoldeter Holzrahmen, 18. Jahrhundert; nach Guido Reni                   | in der Kirche Assomption-de-la-Vierge (Lage) | PM25001963    | Inscrit      | 1988  |      |
| Gemälde Heiliger Franz Xaver                  | Ölfarbe auf Leinwand, vergoldeter Holzrahmen, 18. Jahrhundert                                    | in der Kirche Assomption-de-la-Vierge (Lage) | PM25001964    | Inscrit      | 1988  |      |
| Statuenreliquiar Madonna mit Kind             | Holz, vergoldet, Anfang des 19. Jahrhunderts                                                     | in der Kirche Assomption-de-la-Vierge (Lage) | PM25001965    | Inscrit      | 2003  |      |
| Hauptaltar                                    | Altartisch und Tabernakel; Holz, farbig gefasst und vergoldet, erste Hälfte des 19. Jahrhunderts | in der Kirche Assomption-de-la-Vierge (Lage) | PM25001969    | Inscrit      | 1987  |      |
| Chorgestühl und Wandvertäfelung des Chorraums | Holz, bezeichnet 1821                                                                            | in der Kirche Assomption-de-la-Vierge (Lage) | PM25001970    | Inscrit      | 1987  |      |